# Stormvogels Loppem
Stormvogels Loppem is een Belgische voetbalclub uit Loppem. De club is aangesloten bij de KBVB met stamnummer 6136 en heeft oranje en zwart als kleuren. De club speelde in haar bestaan een seizoen in de nationale reeksen.

## Geschiedenis
De club ontstond in 1956 en sloot zich wat later aan bij de Belgische Voetbalbond. Stormvogels Loppem ging er in de provinciale reeksen spelen.
Stormvogels Loppem klom gestaag op in de provinciale reeksen en steeg eind jaren 60 onder Jackie De Caluwé naar Eerste Provinciale. In 1974 eindigt de club tweede na K. RC Harelbeke in Eerste Provinciale. Door de hervorming van Eerste Klasse (van 16 naar 20 clubs) kreeg West-Vlaanderen een bijkomende stijger. "Stormvogels" stootte voor het eerst door naar de nationale reeksen. Het verblijf in Vierde Klasse bracht echter weinig succes. De Stormvogels werden voorlaatste en na een seizoen zakte de club weer naar de provinciale reeksen.
SV Loppem bleef even in Eerste Provinciale, maar in 1978 zakte de club al verder naar Tweede Provinciale. De club zou niet meer terugkeren op het nationale niveau en in de provinciale reeksen zelfs een periode wegzakken tot in Vierde Provinciale, het allerlaagste niveau. Tegenwoordig komt de club uit in Derde Provinciale na twee seizoenen tweede provinciale.
Aan het roer van de A-kern staat het duo Jens Constant (T1) en David Van Kerschaver (T2).

## Jeugd
Stormvogels Loppem heeft zich ontwikkeld tot een familiale club bij uitstek, beschikt over een bloeiende jeugdwerking, en speelt met bijna 300 aangesloten jeugdspelers in de gewestelijke reeksen van West-Vlaanderen. 

## Bekende spelers
- Rubin Dantschotter (jeugd)
- Jackie De Caluwé
- Marin Roje
- Robert Serru (speler-trainer)
- Guido Van Pottelberghe